# Локомотив (футбольний клуб, Жмеринка)
Локомоти́в — аматорський футбольний клуб із Жмеринки. Заснований у 1936 р. Виступає у Першій лізі Вінницької області. Домашні поєдинки проводить на однойменному стадіоні.

## Історія
Перша футбольна команда в Жмеринці заснована у 1912 р. залізничниками, які за неї і грали. Лише в 1936 р. фізкультурні активісти міста сформували повноцінний клуб, а у рощі Бєлінських організували футбольне поле. З того часу жмеринський колектив навіював страх на всі команди Південно-Західної залізниці, чемпіоном якої, «залізничники» неодноразово ставали. Найкращі сезони команда провела у 1949-му та 1958-му роках. Тоді «Локомотив» єдині два рази за час свого існування отримував право на участь в чемпіонаті УРСР. У 1949 р. жмеринчани зайняли 6-те місце в групі, пропустивши уперед кам'янецьке, вінницьке та житомирське «Динамо» та вінницьке й житомирське «БО», натомість перегнавши колективи із Малина, Проскурова та, знову ж таки, з Житомира. Кампанія 1958 року склалася гірше: команда посіла 7-е, передостаннє місце, випередивши лише Могилів-Подільський «Авангард».
З 1992-го р., після відновдення Україною незалежності, «Локомотив» регулярно бере участь у чемпіонаті Вінницької області з футболу. Найкращим з того часу сезоном для «Локо» стала кампанія 2004—05 рр, в якій жмеринчани посіли 10-те місце у Вищій лізі області й дійшли до фіналу Кубка області з футболу, де поступилися кирнасівському «Поділля-ліс» з рахунком 4:1. За підсумками сезону 2008/09 ФК «Жмеринка» вперше в історії вилетіла до Першої ліги Вінницької області. Потім жмеринчани, час від часу, з'являлася у Вищій лізі, але одразу вилітали (сезони 2011—12 та 2014—15). У сезоні 2015—16 команда не брала участі в змаганнях. З сезону 2016—17 жмеринський колектив виступав у Першій лізі під історичною назвою «Локомотив». У сезоні 2020—21 команда брала участь у першості області під назвою «ГЛАВВ-ДОР», проте з наступного сезону поновила виступи в якості «Локомотива».

## Склад команди
Склад команди станом на осінню частину сезону 2021—22:

| №  | Поз. | Нац.    | Гравець                       |
| -- | ---- | ------- | ----------------------------- |
| 1  | ВР   | Україна | Сергій Смірнов                |
| 2  |      | Україна | Владислав Сухина              |
| 3  | ЗХ   | Україна | Михайло Шаркий (віце-капітан) |
| 4  | ЗХ   | Україна | Артем Висідалко               |
| 5  | ЗХ   | Україна | Єгор Солдаков                 |
| 6  |      | Україна | В'ячеслав Бедрак              |
| 8  | НП   | Україна | Дмитро Гороль                 |
| 9  |      | Україна | Вардан Погосян                |
| 9  |      | Україна | Богдан Мельник                |
| 10 |      | Україна | Ігор Бедрак                   |

| №  | Поз. | Нац.    | Гравець               |
| -- | ---- | ------- | --------------------- |
| 11 |      | Україна | Володимир Бойко       |
| 13 |      | Україна | Владислав Пашківський |
| 14 | ЗХ   | Україна | Євген Марценюк        |
| 16 |      | Україна | Костянтин Чукань      |
| 17 |      | Україна | Вадим Мандрик         |
| 18 |      | Україна | Артем Лісовий         |
| 19 |      | Україна | Вадим Білокур         |
|    |      | Україна | Ілля Васілевський     |
|    |      | Україна | Олександр Адамчук     |
|    |      | Україна | Вадим Гавдига         |

## Емблеми і назви клубу

Історична емблема жмеринського «Локомотива»
ФК «ГЛАВВ-ДОР» Жмеринка (2020 — 2021)
ФК «Локомотив» Жмеринка

## Форма
Домашня
|  |  |  |

Виїзна
|  |  |

## Відомі гравці
- Сергій Смірнов
- Вадим Адамусик
- Сергій Шкарабуль
- Єгор Солдаков
- Осадчий Владислав